# كرايغ تايلور (صحفي)
كرايغ تايلور هو صحفي كندي، ولد في 1976.